# 정하담
정하담(丁夏潭; 1994년 2월 28일 ~ )은 대한민국의 배우이다.

## 출연작

### 영화
- 《검은 사제들》 (2015년) - 영주무당 역
- 《들꽃》 (2015년) - 하담 역
- 《그물》 (2015년) - 진달래 역
- 《인민정무문》 (2015년)
- 《스틸 플라워》 (2016년) - 하담 역
- 《아가씨》 (2016년) - 하녀 5 역
- 《밀정》 (2016년) - 하나코 역
- 《플라이》 (2016년)
- 《주여!》 (2016년)
- 《재꽃》 (2017년) - 하담 역
- 《허스토리》 (2018년) - 임대아파트 새댁 역
- 《새벽》(2018년) - 지수 역
- 《항거: 유관순 이야기》 (2019년) - 이옥이 역
- 《젊은이의 양지》 (2020년) - 미래 역
- 《신세계로부터》 (2021년) - 명선 역

### 드라마
- 《나쁜 녀석들 : 악의 도시》 (2017년, OCN) - 김윤경 역
- 《위대한 유혹자》 (2018년, MBC) - 고경주 역
- 《드라마 스테이지 - 물비늘》 (2018년, tvN) - 아영 역
- 《더 킹 : 영원의 군주》 (2020년, SBS) - 유정화 역
- 《스위트홈》 (2020년, Netflix) - 김지은 역
- 《지옥에서 온 판사》 (2024년, SBS) - 그레모리 역

## 수상 및 후보
| 연도 | 시상식                        | 부문                     | 작품        | 결과 |
| ---- | ----------------------------- | ------------------------ | ----------- | ---- |
| 2015 | 제41회 서울독립영화제         | 독립스타상               | 스틸 플라워 | 수상 |
| 2016 | 제11회 맥스무비 최고의 영화상 | 라이징스타상             | 빈칸        | 수상 |
| 2016 | 제52회 백상예술대상           | 영화부문 여자 신인연기상 | 스틸 플라워 | 후보 |
| 2016 | 제13회 서울국제사랑영화제     | 배우상                   | 플라이      | 수상 |
| 2016 | 제36회 한국영화평론가협회상   | 신인여우상               | 스틸 플라워 | 수상 |
| 2016 | 제37회 청룡영화상             | 신인여우상               | 스틸 플라워 | 후보 |
| 2017 | 제4회 들꽃영화상              | 여우주연상               | 스틸 플라워 | 수상 |